# Gio González

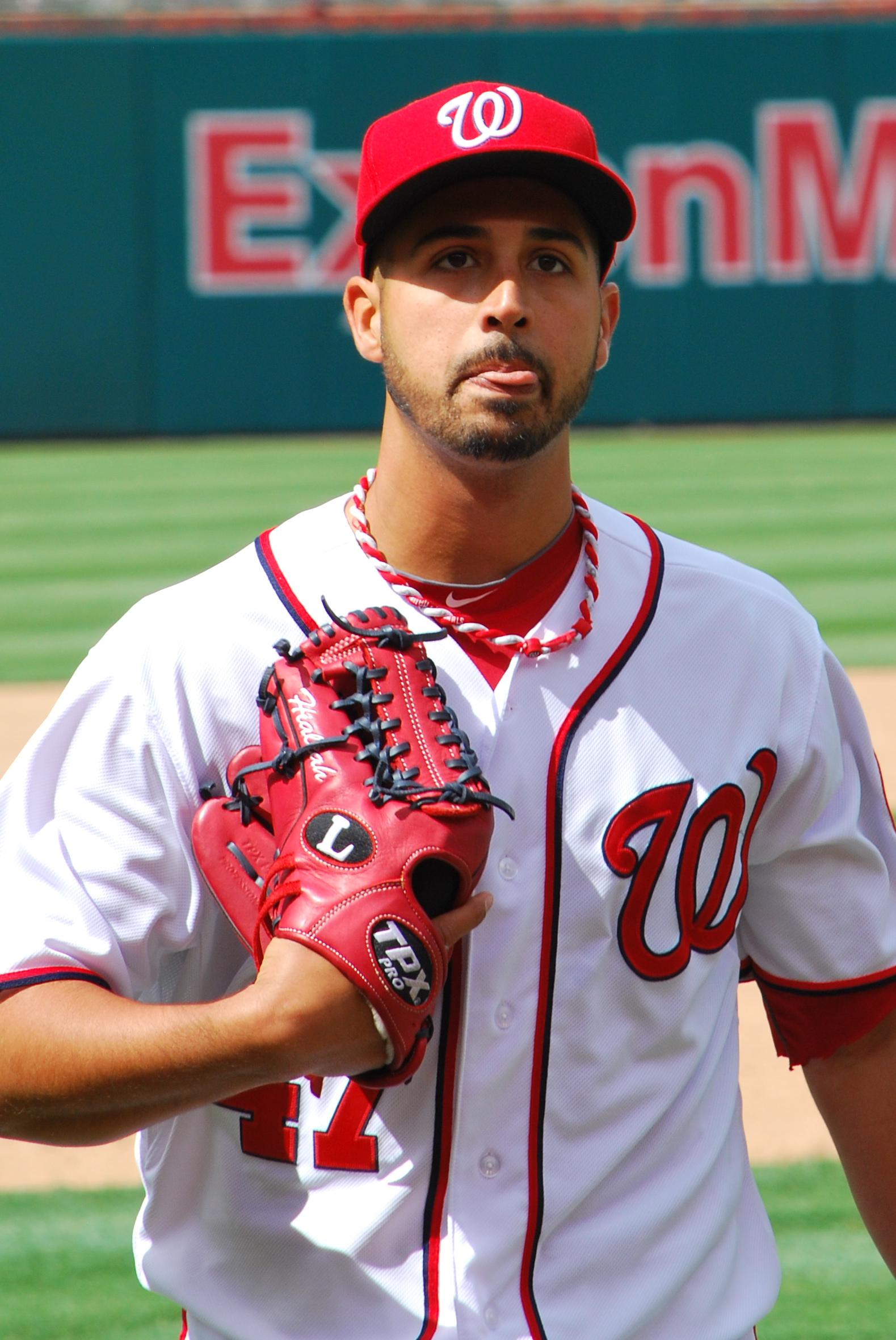
Gio González, 2013.

Giovany Aramis "Gio" González, född 19 september 1985 i Hialeah i Florida, är en amerikansk före detta professionell basebollspelare som spelade som pitcher för Oakland Athletics, Washington Nationals, Milwaukee Brewers och Chicago White Sox i Major League Baseball (MLB).
Han draftades av Chicago White Sox i 2004 års MLB-draft.